# رشته عصبی گروه C
رشته عصبی گروه C (به انگلیسی: Group C nerve fiber) یکی از سه دستهٔ رشته‌های عصبی در سیستم عصبی مرکزی (CNS) و سیستم عصبی محیطی (PNS) هستند. الیاف گروه C بدون میلین بوده و قطر کمی دارند؛ به همین علت نسبت به گروه‌های A و B که میلین دار هستند، پیام عصبی را با سرعت کمتری به دستگاه عصبی مخابره می‌کنند. رشته‌های گروه C شامل رشته‌های پس گانگلیونی در سیستم عصبی خودمختار (ANS) و رشته‌های عصبی در ریشه‌های پشتی (فیبر IV) می‌باشد. این رشته‌ها حامل برخی از اطلاعات حسی هستند. رشته‌های C یکی از علل شکل‌گیری درد مزمن به‌شمار می‌آیند و اختلال یا آسیب به این رشته‌های عصبی می‌تواند باعث ایجاد درد نوروپاتیک شود.
کپسایسین انواع فلفل تند گیرنده‌های وانیلوئید فیبر C را تحریک می‌کند و باعث ایجاد حس تندی در دهان می‌شود.

## ساختار و آناتومی

### مکان
رشته‌های C یکی از دسته‌های رشته عصبی هستند که در اعصاب حسی بدنی یافت می‌شوند. این الیاف، رشته‌های آوران هستند که سیگنال‌ها و پیام‌های ورودی را از محیط به سیستم عصبی مرکزی منتقل می‌کنند.

### ساختار
فیبرهای C بر خلاف بسیاری از الیاف دیگر در سیستم عصبی، غیر میلینه هستند. این فقدان میلین دلیل سرعت هدایت آهسته آن‌ها است (سرعت هدایت پیام عصبی در حدود ۲ متر بر ثانیه). رشته‌های C به‌طور متوسط ۰٫۲–۱٫۵ میکرومتر قطر دارند.

### بسته ریماک
آکسون‌های گروه C در کنار یکدیگر در دسته‌های ریماک بسته‌بندی می‌شوند. این مسئله زمانی اتفاق می‌افتد که یک سلول‌های شوان غیر میلین‌کننده، آکسون‌ها را به هم نزدیک کند (سلول شوان با قرار دادن سیتوپلاسم خود بین آکسون‌ها مانع از تماس آنها با یکدیگر می‌شود). میزان و قطر بسته‌های ریماک بر اساس سن متفاوت است. تعداد آکسون‌های فیبر C در هر بستهٔ ریماک، وابسته به مکان قرارگیری نیز متفاوت است؛ به عنوان مثال، در یک گونه از موش، بسته‌های بزرگی با بیش از ۲۰ آکسون وجود دارند که از گانگلیون ریشه پشتی «L5» خارج می‌شود، در حالی که بسته‌های کوچک‌تر از ۳ آکسون نیز در بخش‌های عصبی دیستال یافت شده‌اند.

## عملکرد
فیبرهای Aδ به دلیل سرعت رسانایی بالاترشان (به دلیل میلینه قوی و شرایط فعال‌سازی متفاوت)، به‌طور کلی مسئول احساس درد سریع و کم‌عمق در یک ناحیه ای خاص هستند که به آن درد اولیه می‌گویند. این رشته‌ها به محرکی با شدت ضعیف تری پاسخ می‌دهند. رشته عصبی C به محرک‌هایی پاسخ می‌دهند که شدت بیشتری دارند و عامل درد آهسته، پایدار، گسترده و ثانویه هستند. این فیبرها عملاً غیر میلین بوده و سرعت هدایت آنها بسیار کند است به همین دلیل معمولاً احساس درد را آهسته‌تر منتقل می‌کنند.
الیاف C چند وجهی در نظر گرفته می‌شوند زیرا می‌توانند به محرک‌های مختلف واکنش نشان دهند، اما اغلب به محرک‌هایی واکنش نشان می‌دهند که ماهیت حرارتی، مکانیکی یا شیمیایی دارند. فیبرهای C به انواع تغییرات فیزیولوژیکی در بدن نیز پاسخ می‌دهند؛ به عنوان مثال، می‌توانند به هیپوکسی، هیپوگلیسمی، هیپواسمولاریته، وجود محصولات متابولیک عضلانی و حتی لمس سبک پاسخ دهند. گیرنده‌های فیبر C عبارتند از:
1. گیرنده‌های درد فیبر C: مسئول درد ثانویه و مزمن
2. گیرنده‌های خاص حرارتی فیبر C: مسئول گرما تدریجی
3. فیبرهای C انتخابی هیستامین بسیار کند: مسئول خارش
4. الیاف C لمسی: حس و لمس، شامل الیاف CT بود و به عنوان گیرنده‌های مکانیکی آستانه پایین C شناخته می‌شوند (CLTM)، این الیاف آوران‌های بدون میلین موجود در پوست مودار انسان هستند و آستانه مکانیکی پایینی، کمتر از ۵ میلی نیوتن، دارند. الیاف لمسی سازگاری متوسطی دارند و ممکن است در تحریکات مکرر و «تخلیه‌های پس از آن»  پس از چند ثانیه به یک محرک، سازش‌پذیری نشان دهند.[۹]
5. گیرنده‌های مکانیکی و متابولیک C در ماهیچه‌ها یا مفاصل: مسئول تحریکات عضلانی، سوختگی و گرفتگی عضلات

این تنوع سیگنال‌های ورودی به سلول‌های متنوعی از قشر مغز در لایه «لامینای ۱» نیاز دارد. نورون‌های متفاوت مسئول احساسات متفاوتی هستند که ما در بدن خود درک می‌کنیم که می‌توان آن‌ها را بر اساس پاسخ‌هایشان به طیف‌هایی از محرک‌ها محیطی و درونی بدن طبقه‌بندی کرد. مغز از ادغام این سیگنال‌ها برای حفظ هموستاز در بدن استفاده می‌کند.